# 波多野義常
波多野 義常（はたの よしつね）は、平安時代末期の武士。相模波多野氏6代。

## 略歴
相模波多野氏は波多野氏の一族で摂関家領相模国波多野荘を所領とする。
波多野義通の子として誕生した。父・義通は保元の乱で源義朝に従い、義常の叔母が義朝の側室となって次男・朝長を産んだため、河内源氏との関係が深かったが、義通は保元3年（1158年）、義朝と不和となっている。義常は平治元年（1159年）の平治の乱後、京に出仕して右馬允の官職を得て、相模の有力者となる。
治承4年（1180年）7月、義朝の遺児源頼朝が打倒平氏の兵を挙げると、参向を求められるが、義常はそれを拒否して暴言を吐いたという。同年10月、南関東を制圧した頼朝から誅伐の討手が差し向けられると、討手の下河辺行平らが到着する前に本拠地の松田郷で自害した。
義常の嫡男・有常は、義常の自害後囚人となるが、文治4年（1188年）に許されて鎌倉幕府御家人となっている。

## 関連作品
テレビドラマ
- 『草燃える』（1979年、NHK大河ドラマ、演：中島元）